# Вучетич, Евгений Викторович
Евге́ний Ви́кторович Вуче́тич (15 [28] декабря 1908, Екатеринослав, Российская империя — 12 апреля 1974, Москва, СССР) — советский скульптор-монументалист, педагог. Академик АХ СССР (1953; член-корреспондент 1947). Герой Социалистического Труда (1967). Народный художник СССР (1959). Лауреат Ленинской премии (1970) и пяти Сталинских премий (1946, 1947, 1948, 1949, 1950).

## Биография
Родился 15 (28) декабря 1908 года в Екатеринославе (ныне Днепр, Украина). По отцу он имел сербские корни из Черногории, а по материнской линии — французские.
С самого раннего детства у него отчётливо проявилось художественное дарование и в 1926 году он поступил в Ростовскую художественную школу, где проучился до 1930 года у А. С. Чинёнова и А. И. Мухина. В 1931—1933 годах обучался в Ленинградском институте пролетарских изобразительных искусств (с 1932 года — Институт живописи, скульптуры и архитектуры) у А. Т. Матвеева. Проходил повышение квалификации скульпторов под руководством Б. И. Яковлева.
С 1937 года стал принимать участие в художественных выставках, получил Золотую медаль Всемирной художественно-промышленной выставки в Париже (1937) за скульптурную группу «Климент Ворошилов верхом» (работа 1936 года).
По совету архитектора В. А. Щуко, с которым скульптор совместно работал в Ростове-на-Дону (проект Драматического театра имени М. Горького, 1930—1936), в 1935 году переехал в Москву, участвовал в строительстве гостиницы «Москва» и Государственной библиотеки имени В. И. Ленина. В 1940 году был назначен руководителем художественно-экспериментальных мастерских Управления строительства Дворца Советов в Москве.
7 июля 1941 года ушёл добровольцем на фронт. Воевал командиром взвода в составе 5-й Московской стрелковой дивизии народного ополчения, в сентябре 1941 года преобразованной в 113-ю стрелковую дивизию. Участник битвы за Москву. В октябре 1941 года, как не имеющий военного образования, был переведён на должность художника редакции газеты «Отвага» 26-й резервной армии (с декабря 1941 года ― 2-я ударная армия) в звании интенданта 3-го ранга. Весной 1942 года вместе с частями армии оказался в Любанском котле. После выхода из окружения был направлен в отпуск по болезни. С сентября 1942 года по март 1943 года ― в резерве старшего политсостава Главного политического управления Красной армии. В марте 1943 года был зачислен военным художником в Студию военных художников имени М. Б. Грекова в Москве, где работал до декабря 1960 года. Подполковник (1951). С мая 1961 года занимал должность старшего военного скульптора Центрального дома Советской армии имени М. В. Фрунзе.
В 1943 году выполнил четыре портретных бюста полководцев прошлого: А. В. Суворова, М. И. Кутузова, знаменитого партизана Отечественной войны 1812 года Дениса Давыдова и генерала П. И. Багратиона. В стенах студии окончательно сформировался как скульптор. В своём творчестве с большой силой реалистического обобщения воссоздал важнейшие события истории государства. Созданные им образы нередко имели значение героического символа.
Указом Президиума Верховного Совета СССР № 204/80 от 06.08.1946 года капитан интендантской службы Е. В. Вучетич был награждён орденом Отечественной войны 2-й степени.
Однако несмотря на послевоенное награждение, есть серьёзное сомнение в том, что его переаттестация из интенданта 3-го ранга с получением равного воинского звания «капитан интендантской службы», введённого в марте 1942 года, была оформлена должным образом. Вот как эпизод несостоявшегося неприятного разбирательства описывает его пасынок, историк искусств Игорь Евгеньевич Светлов:

Как-то мать вызвала меня. На ней не было лица: «Я не знаю, что мне делать. Жуткая история: Евгению Викторовичу хотели присвоить новое звание. Но когда в Политуправлении Армии стали просматривать документы предшествующих отличий, выяснилось, что документов о присвоении Вучетичу каких-либо званий в годы войны нет». Единственное, что подтверждали фотографии, — он был художником фронтовой газеты. Потрясённая всей этой ситуацией, мать ожидала неприятного разбирательства. Но когда изображение памятника в Берлине обошло все газеты, а его автору была присуждена Сталинская премия первой степени, оно полностью исключалось.— Светлов, И. Е. В орбите культа. Разрыв // Рельеф памяти. — М.: Канон-плюс, 2017. — С. 78. — 296 с. — 1000 экз. — ISBN 978-5-88373-028-2.
В октябре 1948 года был назначен главным скульптором Всесоюзной сельскохозяйственной выставки.
Работая в соавторстве с архитекторами, стал одним из создателей стиля «сталинского классицизма». Впитал также элементы пластики модерна, с её тяготением к сверхчеловечески-грандиозным ансамблям. Разработал важные для программы социалистического реализма типы многофигурного горельефа-картины (Клянёмся тебе, товарищ Ленин… (Клятва И. В. Сталина), 1949, Третьяковская галерея, Москва) и триумфального портретного бюста.
Изваял целую галерею скульптурных портретов В. И. Ленина и И. В. Сталина, политических деятелей, советских военачальников, героев труда. Романтически взволнованно, с пафосом драматизма и жизнеутверждения скульптор раскрывал тему подвига советского народа в годы войны.
Член Президиума Академии художеств СССР, секретарь отделения скульптуры (1957—1966), член Президиума (1968—1970). Вице-президент Академии художеств СССР в 1970—1974 годах.
Член Союза художников СССР (1938). Член ВКП(б) с 1943 года.
Умер 12 апреля 1974 года в Москве. Похоронен на Новодевичьем кладбище (участок № 5). На могиле скульптора установлена уменьшенная копия созданного им монумента «Скорбящая мать», являющегося частью памятника-ансамбля на Мамаевом кургане в Волгограде.

### Мастерская
Рядом со своим домом (Тимирязевская улица, 33) в дачном посёлке на севере Москвы организовал собственную художественную мастерскую. После смерти скульптора на её территории сохранились макеты самых известных работ художника и различные скульптурные наброски: голова монумента «Родина-мать» для памятного ансамбля «Героям Сталинградской битвы», а также неоконченный проект гигантского памятника В. И. Ленину («Голова Ленина») и иные произведения.

### Семья
- Отец — Виктор Вячеславович Вучетич, по национальности серб из Черногории. В Гражданскую войну был белогвардейским офицером в Вооружённых силах Юга России[10]. Затем жил в Ростове-на-Дону.
- Мать — Анна Александровна Вучетич (урождённая Датченко[11], 1890—1965) имела французские корни[12].
- Два сына от первого брака:
  - Виктор Евгеньевич Вучетич (1935—2011), писатель, заведующий редакцией журнала «Сельская жизнь».
  - Владимир Евгеньевич Вучетич (?—1988).
- Вторая жена — Сарра Самуиловна Майзель (в первом браке Валериус), искусствовед, автор монографий «Проблемы современной советской скульптуры» (М.: Искусство, 1961), «Скульптор Владимир Ефимович Цигаль» (М.: Художник РСФСР, 1963) и «Скульптура нового мира» (М.: Изобразительное искусство, 1970); с 1957 года возглавляла Секцию критики и искусствознания МОСХ.
  - Приёмный сын — Игорь Евгеньевич Светлов (1935—2024), историк искусств, доктор искусствоведения, профессор. Заслуженный деятель искусств Российской Федерации (2013).
  - Сын — Василий Евгеньевич Валериус (1943—2024), художник-график, сценограф, преподаватель. Внучки — Анастасия Вучетич (род. 1967), дизайнер, и  Татьяна Валериус-Балахонцева (род. 1973), художник-дизайнер, преподаватель.
- Третья жена — Вера Владимировна Вучетич (урождённая Покровская, 1922-2020).

## Награды и звания
- Герой Социалистического Труда (15.10.1967)
- Народный художник РСФСР (1951)
- Заслуженный деятель искусств Казахской ССР (1957)
- Народный художник СССР (1959)
- Ленинская премия (1970) — за памятник-ансамбль героям Сталинградской битвы в Волгограде
- Сталинская премия второй степени (1946) — за скульптурный портрет генерала армии И. Д. Черняховского (1945)
- Сталинская премия первой степени (1947) — за памятник генерал-лейтенанту М. Г. Ефремову в Вязьме Смоленской области (1946)
- Сталинская премия второй степени (1948) — за скульптурный портрет гвардии генерал-полковника В. И. Чуйкова (1947)
- Сталинская премия второй степени (1949) — за создание скульптурных портретов дважды Героя Советского Союза Т. Т. Хрюкина и Героя Социалистического Труда Н. Ниязова[13]
- Сталинская премия первой степени (1950) — за памятник воинам Советской Армии в Берлине и горельеф «Клянёмся тебе, товарищ Ленин!»
- Два ордена Ленина (19.9.1952, 15.10.1967)
- медали
- Золотая медаль Всемирной художественно-промышленной выставки в Париже — за скульптурную группу «Климент Ворошилов верхом» (1937)
- Гран-при Всемирной выставки в Брюсселе (1958)
- Серебряная медаль Министерства культуры СССР (1958)
- Премия имени Джавахарлала Неру (1968)
- Золотая медаль имени М. Б. Грекова (1973)

## Творчество

### Исторический и символический жанр

#### «Воин-освободитель» в Трептов-парке, Берлин
В 1946 году скульптор был назначен руководителем крупного художественного проекта по созданию величественного ансамбля-памятника воинам Советской Армии в берлинском Трептов-парке, который находился в восточной зоне оккупации (1946—1949, совместно с архитектором Я. Б. Белопольским). Это монументальное произведение по замыслу авторов должно было олицетворять высокое благородство освободительной миссии советского народа в годы Второй мировой войны. Ключевой фигурой композиции является бронзовая скульптура «Воин-освободитель» (установлена 8 мая 1949 года) работы скульптора.
- Аллея саркофагов.
- «Мать-Родина». Именно этот памятник сделал его имя широко известным не только в СССР, но и за рубежом.

В 1964 году макет памятника «Воин-освободитель» был доставлен в Серпухов. В 2008 году, после реставрации, скульптура заняла новое место на территории мемориального комплекса «Соборная гора» (также в Серпухове).

#### «Советскому народу слава!»
Многоплановый горельеф (площадью 90 м², глубиной 62 см) в Главном павильоне Выставки достижений народного хозяйства. Соавторы: П. 3. Фридман, Л. Д. Муравин, Н. П. Белугин, Д. И. Никитин, Г. Н. Постников; при участии архитекторов А. П. Великанова, В. А. Демина. 1950—1953. Гипс тонированный.

#### «Соединение фронтов»,канал Волго-Дон, пос.Пятиморск
В 1953 году в посёлке Пятиморск напротив тринадцатого шлюза Волго-Донского судоходного канала, — в том месте, где 23 ноября 1942 года было завершено окружение группировки фашистских войск под Сталинградом, — был установлен Монумент «Соединение фронтов» (архитектор Л. М. Поляков).

#### «Перекуём мечи на орала»,Нью-Йорк,Усть-Каменогорск, Волгоград и Москва

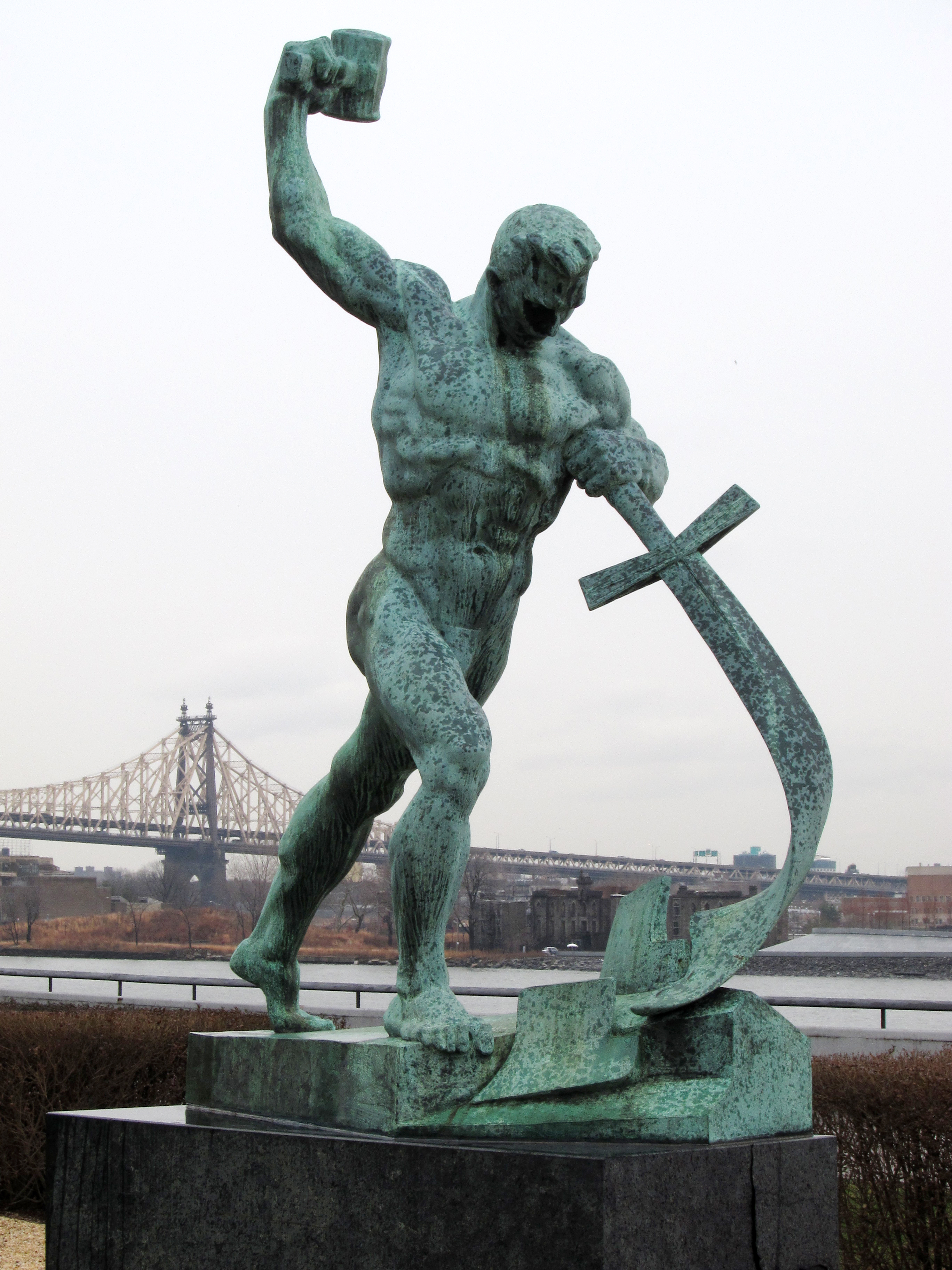

В 1957 году скульптор стал автором аллегорической статуи «Перекуём мечи на орала», установленной в 1959 году у здания ООН в Нью-Йорке (США). Название статуи — призыв к отказу от распрей и вражды, к мирной, созидательной жизни — взято из Ветхого завета (Ис. 2:4, Иоил. 3:10, Мих. 4:3), где предсказывается, что народы мира перестанут воевать, а оружие переделают в плуги и серпы.
Копия статуи сейчас находится в парке филиала Третьяковской галереи на Крымском валу в Москве. Другая авторская копия установлена в 1962 году в Усть-Каменогорске (Восточный Казахстан), на улице Протазанова, перед Центральным домом культуры (ЦДК). Ещё одна авторская копия статуи «Перекуём мечи на орала» находится в Волгограде, у проходной завода «Газоаппарат». Скульптура подарена автором заводчанам за их вклад в дело возведения памятника-ансамбля «Героям Сталинградской битвы» на Мамаевом кургане. В одном из цехов завода располагалась мастерская, в которой мастер занимался изготовлением элементов мемориала. Там же скульптор ваял с натуры голову главной скульптуры мемориала Матери-Родины.

#### «Родина-мать зовёт», Мамаев курган, Волгоград

«Родина-мать», Мамаев курган, Волгоград

В 1958—1967 годах по проекту и под непосредственным руководством скульптора был сооружён мемориальный ансамбль героям Сталинградской битвы на Мамаевом кургане в Волгограде (совместно со скульпторами М. С. Алешенко, В. Е. Матросовым, В. С. Зайковым, Л. М. Майстренко, А. Н. Мельником, В. А. Маруновым, В. С. Новиковым, А. А. Тюренковым; архитекторами Я. Б. Белопольским, В. А. Дёминым, Ф. М. Лысовым и др.; руководитель группы инженеров — Н. В. Никитин), произведено «озвучивание» Мамаева кургана — создание звуковых композиций (вместе с диктором Ю. Б. Левитаном и режиссёром В. К. Магатаевым.)
Идея создания звуковых композиций на Мамаевом кургане в Волгограде возникла у скульптора во время посещения Италии. Он обратился к волгоградскому журналисту В. П. Ершову, который и познакомил его со звукорежиссёром волгоградского радио Александром Ивановичем Гераськиным, принявшим в дальнейшем непосредственное участие в «озвучивании» Мамаева кургана.
На возвышении кургана был установлен один из самых известных и величественных памятников монументального искусства, посвященных теме героического подвига советского народа в борьбе с фашистскими оккупантами — композиция «Родина-мать» (автор Е. В. Вучетич). В ней искренне и проникновенно воплотился призыв Отечества, в лице кричащей женщины с мечом в руках, защитить родную землю от врага-захватчика. Из одежды скульптор выбрал для неё в тунику, ибо был вдохновлён подвигом Юдифи. 
- «Память поколений» — многофигурная композиция горельеф (длина — 17 м, ширина — 3 м, высота — 8 м).
- «Стоять насмерть» (высота — 16,5 м).
- Стены-руины (длина — 46 м, высота до 18 м у начала лестницы).
- «Площадь Героев». Шесть двухфигурных изваяний (на постаментах 2,4 х 2,4×1 м, высота скульптур — около 6 м).
- Зал Воинской славы, с рукой, держащей горящий факел, посередине.
- Площадь Скорби с изваянием скорбящей матери (высота — 11 м).

Все скульптуры комплекса, включая главную, изготовлены из бетона.

#### «Родина-мать», Киев (1972—1981)
В 1972 году вместе с группой скульпторов начал работу над реализацией проекта «Национального музея истории Великой Отечественной войны 1941—1945 гг.» в Киеве. Центральной фигурой музея стал 90-метровый монумент «Родина-мать». Скульптура возвышается на днепровских склонах и видна с отдаленных точек украинской столицы. После его смерти в 1974 году работу возглавил украинский скульптор В. З. Бородай, значительно изменивший первоначальный вариант монумента. В. З. Бородай разработал оригинальный проект, который был реализован в соавторстве с Ф. М. Согояном и В. П. Винайкиным, а также архитекторами В. Д. Елизаровым, Г. Кислым и Н. М. Фещенко.

### Памятники

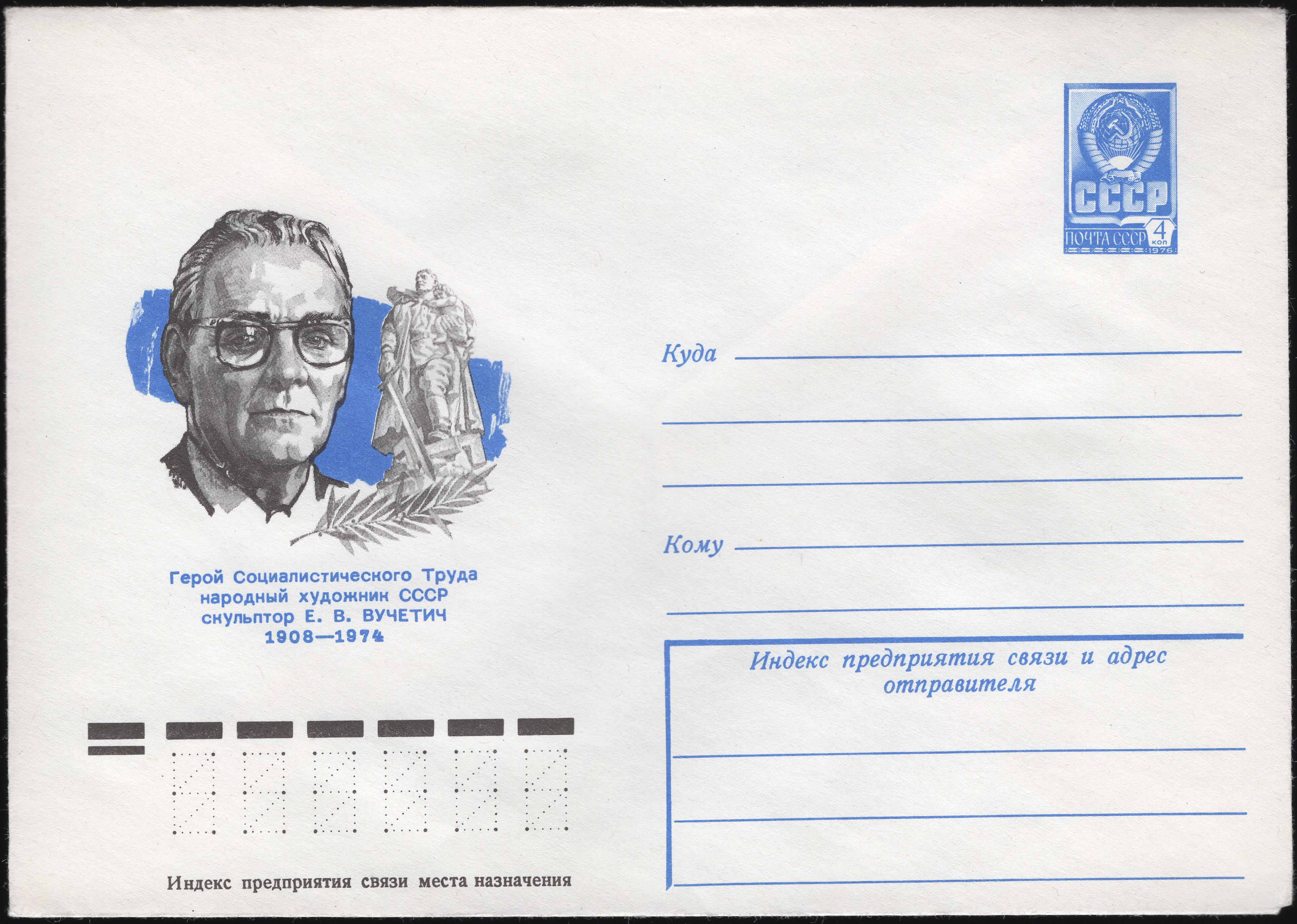
Почтовый конверт. СССР, 1978 год

- Памятник генерал-лейтенанту М. Г. Ефремову в Вязьме Смоленской области (1946; арх. Я. Б. Белопольский),
- Памятник генералу армии Н. Ф. Ватутину в Киеве (1948; арх. Я. Б. Белопольский)[22];
- Памятник-бюст дважды Героя Советского Союза А. М. Василевского в Кинешме Ивановской области (1949; арх. В. А. Артамонов)[23];
- Памятник-бюст дважды Героя Советского Союза М. Е. Катукова в селе Большое Уварово Коломенского района Московской обл (1949; арх. В. А. Артамонов);
- Памятник-бюст дважды Героя Советского Союза В. И. Чуйкова в селе Серебряные Пруды Московской области (1949; арх. В. А. Артамонов);
- Памятник-бюст дважды Героя Советского Союза И. С. Конева в деревне Лодейно Подосиновского района Кировской области (1950; арх. В. А. Артамонов);
- Памятник-бюст дважды Героя Советского Союза Т. Т. Хрюкина в Ейске Краснодарского края (1950; арх. В. А. Артамонов);
- Памятник-бюст четырежды Героя Советского Союза Г. К. Жукова в селе Угодский Завод Калужской обл (1953; арх-ры: А. В. Щусев, А. В. Снегирев)[24];
- Памятник генерал-лейтенанту Л. Н. Гуртьеву в Орле (1954; арх. Я. Б. Белопольский);
- Памятник В. Г. Белинскому в Пензе (1954 г.; арх. Л. М. Поляков)
- Памятник В. Г. Белинскому в городе Белинский Пензенской обл (1954; арх. В. А. Артамонов);
- Памятник А. М. Матросову в Великих Луках Псковской области (1954; арх. В. А. Артамонов)[25];
- Памятник А. М. Матросову в Днепре;
- Памятник В. И. Ленину в Усть-Каменогорске Восточно-Казахстанской обл КазССР (1956; арх. Н. Ф. Бровкин);
- Памятник В. И. Ленину в селе Серебряные Пруды Московской области (1956);
- Памятник В. И. Ленину в Алма-Ате (1957; арх. И. И. Белоцерковский);
- Памятник В. И. Ленину в Нукусе КаракалпакскоЙ АССР УзССР (1957; арх. Г. А. Захаров);
- Памятник-бюст дважды Героя Советского Союза А. А. Новикова в Костроме (1958);
- Памятник-бюст дважды Героя Советского Союза Р. Я. Малиновского в Одессе (1958; арх. Г. А. Захаров);
- Памятник В. И. Ленину в Пензе (1959; арх. Н. Ф. Бровкин);
- Памятник В. И. Ленину в Волгограде (1960; арх. Г. А. Захаров);
- Памятник М. В. Фрунзе в Москве (1960, арх. Г. А. Захаров)
- Памятник В. И. Ленину в Южно-Сахалинске (1970, арх. И. И. Ловейко)
- Памятник Ф. Э. Дзержинскому (1958) в Москве на пл. Дзержинского (Лубянская пл.)
- Памятник солдату на Мемориале Славы в селе Роговатое Белгородской области (1965)[26].
- Памятник-бюст С. М. Будённого в Ростове-на-Дону (1966; арх. И. И. Ловейко, В. Г. Дальковский)

Памятники
Макет головы неоконченного памятника Ленину. Мастерская Е. В. Вучетича, Москва
Памятник генерал-лейтенанту М. Г. Ефремову в Вязьме
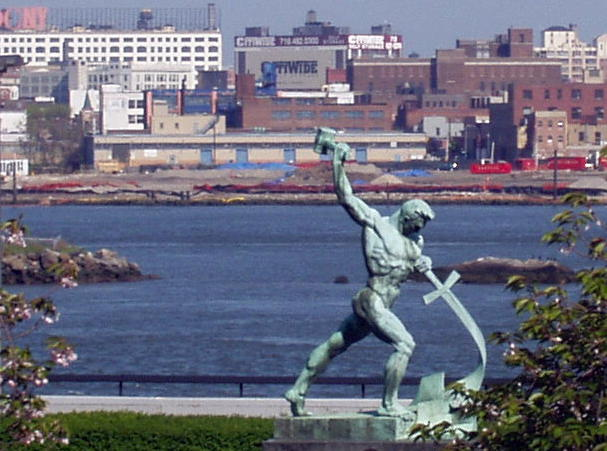
«Перекуём мечи на орала», скульптура возле штаб-квартиры ООН (Нью-Йорк)
Памятник искусства федерального значения «Бюст С. М. Будённого» в Ростове-на-Дону

#### Памятники И. В.Сталину
- Памятник И. В. Сталину у шлюза № 1 Волго-Донского судоходного канала в Сталинграде (1952; арх. Л. М. Поляков);
- Памятник И. В. Сталину на набережной Дона в Ростове-на-Дону (1952);
- Памятник И. В. Сталину на площади Победы в Калининграде (1953, архитекторы: В. С. Атанов, Д. К. Навалихин)

#### Надгробные памятники
На Новодевичьем кладбище в Москве:
- маршалу Я. Н. Федоренко (1949);
- генерал-полковнику Т. Т. Хрюкину,
- писателям Ф. В. Гладкову.
- живописцу А. М. Герасимову.

- революционеру Н. И. Подвойскому

На Новом Донском кладбище в Москве:
Художнику Н. Аввакумову
На Центральном кладбище Алматы:
- писателю М. О. Ауэзову (1964),

Могила Гладкова на Новодевичьем кладбище Москвы

Надгробный памятник над могилой Мухтара Ауэза (1964).

- композитору Ахмету Жубанову (1957, при жизни композитора).

В Волгограде:

Надгробный памятник над могилой Ахмета Жубана.

- Барельеф на гранитном памятнике архитектора И. К. Белдовского на могиле генерал-майора В. А. Глазкова на территории Комсомольского сада[27].

### Фонтаны

Фонтан «Атланты» в Ростове-на-Дону зимой

- Фонтан возле Ростовского АТД имени М. Горького (Ростов-на-Дону, 1936 год). Композиция представляет собой группу атлантов, держащих над головами чашу и окружённых фигурами лягушек и черепах.

### Портретный жанр

Бюст авиаконструктора С. В. Ильюшина

- Иван Поддубный, этюд. Бронза. (1933)
- «Партизанка». Бронзовая композиция, (1937)
- Герой Советского Союза В. С. Гризодубова (1940)
- Искусствовед М. В. Бабенчиков. Мрамор. (1940)
- Академик А. Д. Сперанский. Бронза. (1940-е)
- Маршал войск связи И. Т. Пересыпкин. Мрамор. (1944)
- Генерал армии И. Д. Черняховский. Бронза. (1945)
- Генерал-полковник М. Е. Катуков. Бронза. (1946)
- Генерал-полковник авиации Т. Т. Хрюкин. Мрамор. (1948)
- Ф. Э. Дзержинский. Мрамор. (1951)
- Маршал Советского Союза С. М. Буденный. Мрамор. (1951)
- В. Г. Белинский. Гипс. (1951—1952)
- Дважды Герой Социалистического труда Алля Анаров. Мрамор. (1954)
- Дважды Герой Социалистического труда Назарали Ниязов. Мрамор. (1954)
- И. П. Прудник. Сталевар волгоградского завода «Баррикады». Бронза. (1955)
- Народный художник СССР А. М. Герасимов. Мрамор. (1956)
- Вице-президент Всемирного Совета Мира доктор Сайфуддин Китчлу. Мрамор. (1956)
- Дважды Герой Социалистического труда Нурмолда Алдабергенов. Гипс. (1957)
- Медеплавильщик Кабдрахим Курушев. Бронза. (1957)
- Герой Социалистического труда комбайнер Амангельды Исаков. Мрамор. (1957)
- Композитор А. К. Жубанов. Мрамор. (1957)
- Датский художник-коммунист Х. Бидструп. Бронза. (1957)
- Чеканщик ленинградского завода «Монументскульптура» Ф. И. Катков. Бронза. (1958)
- Писатель М. А. Шолохов. Мрамор. (1958)
- Писатель Ф. В. Гладков. Мрамор. (1959)
- Птичница Клавдия Севастьянова. Бронза. (1960)
- Дважды Герой Социалистического труда П. Н. Логвин. Мрамор. (1961)
- Авиаконструктор С. В. Ильюшин (1961, гипс, НММ Н. Е. Жуковского, Москва)

Маршалы Советского Союза: 
- А. М. Василевский
- А. А. Гречко
- Г. К. Жуков
- Р. Я. Малиновский
- В. И. Чуйков

#### Памятник Ф. Э. Дзержинскому, Москва
- В 1958 году скульптор стал автором (архитектор Г. А. Захаров) известного монумента Ф. Э. Дзержинскому, который более 30 лет находился на одноимённой площади (ныне — Лубянская площадь) перед зданием КГБ СССР и Центральным Детским миром в Москве.

22 августа 1991 года, после неудачной попытки ГКЧП отстранить от власти  М. С. Горбачёва, памятник демонтирован по постановлению Моссовета и перенесён в Парк Искусств. За прошедшие годы общее состояние бронзового монумента Ф. Э. Дзержинскому значительно ухудшилось, ему необходима капитальная реставрация.

#### Памятник В. И. Ленину, канал Волго-Дон, Волгоград

Памятник В. И. Ленину, Волго-Донской канал, Волгоград

- 1970—1973. Решение о строительстве памятника В. И. Ленину было принято коллегией Министерства культуры РСФСР в канун празднования 100-летия со дня рождения вождя. В 1952 году, когда Волго-Донской судоходный канал был только построен, недалеко от его первого шлюза на высоком постаменте был сооружён гигантский памятник вождю страны Советов, — И. В. Сталину. Проект возглавлял Е. В. Вучетич (архитектор Л. М. Поляков). Монумент закончили в кратчайшие сроки, на отливку фигуры «отца народов» пошла самородная медь, добытая по спецзаказу Управлением медных месторождений Алмалыка и Джезказгана. Этот памятник простоял несколько лет, возвышаясь на 40 метров над уровнем Волги. 26-метровый Сталин, одетый в привычный френч и увенчанный фуражкой, задумчиво смотрел вдаль реки, крепко сжав в руках свернутую в рулон партийную газету. В ходе процесса десталинизации, начатого XX съездом КПСС в 1956 году, памятник был убран, но остался пустой железобетонный постамент, переходящий в монолитное свайное основание набережной[31]. Несколько лет спустя скульптора снова пригласили для работы на Волго-Доне, но уже над Ленинским монументом. Первоначально скульптор, вероятно, раздражённый варварским отношением к его предыдущему произведению, предложил всё сделать достаточно скромно — увенчать постамент многометровым бюстом. Заведующая музеем канала Римма Эдельман вспоминала, что скульптора долго уговаривал лично директор Вартан Чмшкян, который был его хорошим другом, чтобы памятник Ленину был выполнен в полный рост[32]. Материалом для скульптуры послужил облегченный железобетон, то есть была применена та же технология, что и при создании монумента «Родина-мать» на Мамаевом кургане. Торжественное открытие памятника В. И. Ленину состоялось в 1973 году. При высоте скульптуры в 27 метров, а постамента — в 30 метров, она была занесена в Книгу рекордов Гиннеса, как самый большой в мире памятник, установленный реально жившему человеку[31].

## Сочинение
- Художник и жизнь. М., 1963.

## Память
- В память о скульпторе 19 сентября 1975 года улица Старое шоссе (север Москвы, Тимирязевский район), где располагалась художественная мастерская скульптора, стала носить его имя, о чём свидетельствует памятная табличка на одном из домов.
- На доме 9А по переулку Сивцев Вражек (Москва), где скульптор жил в 1972—1974 годах, установлена мемориальная доска.
- В 1978 году издан художественный маркированный конверт, посвященный скульптору.
- В 1981 году недалеко от здания Тимирязевского райкома КПСС Москвы (ныне — Префектура Северного административного округа) был открыт памятник-бюст Е. Вучетичу работы скульптора З. И. Азгура.
- В Днепре (Украина) именем скульптора названы площадь[33] и Государственное художественное училище[34].
- В 2023 году Почта Сербии выпустила почтовый блок с маркой, приуроченный к 115-летию со дня рождения советского скульптура Е. В. Вучетича с изображением скульптур «Перекуём мечи на орала» и «Родина-мать зовёт»

Мемориальная доска в Москве; Сивцев вражек, 9
Мемориальная доска в Ростове-на-Дону; Университетский переулок, 113
Памятник-бюст в Москве. Скульптор З. И. Азгур, 1981 год
Могила на Новодевичьем кладбище в Москве
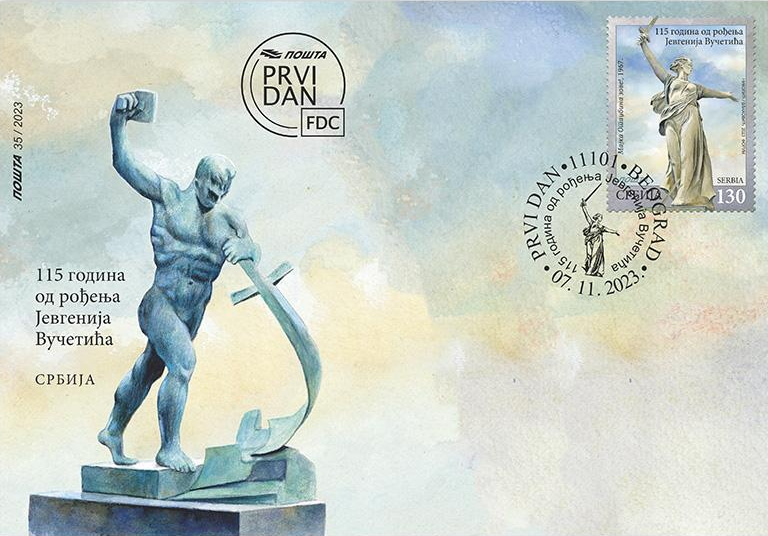
Почтовый блок Сербии, 2023
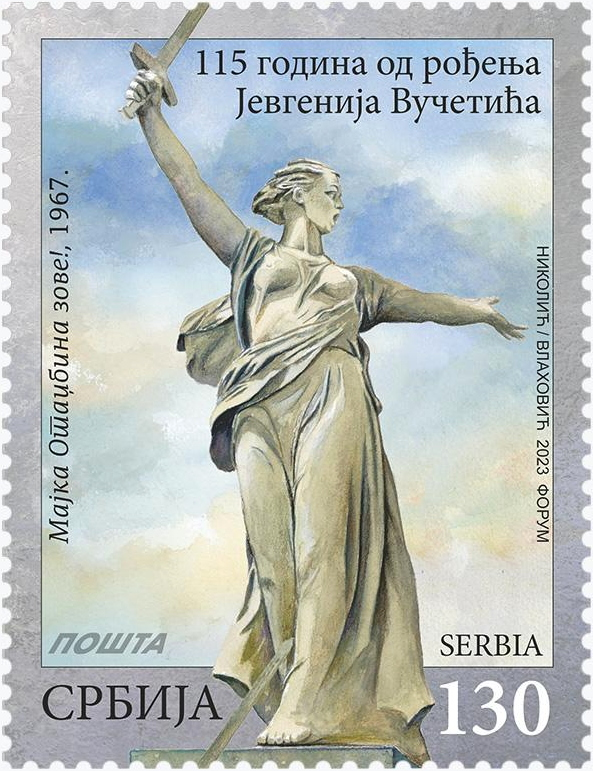
Почтовая марка Сербии, 2023

## Воспоминания
- Шевцов И. М. Евгений Вучетич // Шевцов И. М. Голубой Бриллиант. Соколы. — М.: Голос-Пресс, 2008. — С. 248—265.

## Фильмы
- ЦСДФ (РЦСДФ) (1978). «Скульптор Вучетич». Документальный фильм.  19 мин. {{cite episode}}: |series= пропущен или пуст (справка)
- «Эпоха в камне. Евгений Вучетич». Режиссёр: Галина Самойлова, 2008 год.